# Нортгемптонширский полк
Нортгемптонширский полк (англ. Northamptonshire Regiment) — пехотный полк Британской армии, существовавший с 1881 по 1960 годы. Его правопреемником и хранителем традиций в настоящее время является Королевский английский полк.

## История
Полк был сформирован как часть реформ Хью Чайлдерса. В состав полка были включены 48-й Нортгемптонширский пехотный полк (образован в 1741 году) и 58-й Ратлендширский пехотный полк (образован в 1755 году), став соответственно 1-м и 2-м батальонами полка. Дополнительно в состав полка вошли 3-й батальон милиции Нортгемптоншира и Ратленда и 1-й добровольческий батальон (ранее 1-й Нортгемптонширский стрелковый добровольческий корпус). После введения Акта о Территориальных и резервных вооружённых силах в 1907 году оба последних батальона получили наименования 3-го батальона специального резерва и 4-го батальона Территориальных сил соответственно.
Два батальона регулярных сил с 1881 по 1914 годы несли службу в Гонконге, Индии, Сингапуре и Южной Африке, отличившись в боях за Северо-Западную пограничную провинцию и во Второй англо-бурской войне. В годы Первой мировой войны в полку появилось 13 батальонов, которые участвовали так или иначе в боях за Францию и Фландрию, в Галлиполийской кампании, а также в сражениях за Египет и Палестину. В Нортгемптонширском полку в 7-м батальоне существовала «рота спортсменов», собранная из бывших регбистов и ведомая регбистом сборной Англии Эдгаром Моббсом, подполковником Британской армии (1882—1917).
В межвоенное время батальоны были распределены по британским территориям в Бирме, Китае, Египте, Ираке, Ирландии, Палестине и Судане. 17 октября 1935 локомотив серии Royal Scot Class получил название The Northamptonshire Regiment на церемонии на железнодорожной станции Нортгемптона. В годы Второй мировой войны батальоны полка участвовали в сражениях в Западной Европе, Северной Африке, Бирме, Италии и на Мадагаскаре.
В 1948 году полк уменьшился в размерах до одного батальона. Следуя распоряжению от 1957 года, 1-й батальон Королевского линкольнширского полка и Нортгемптонширский полк 1 июня 1960 объединились во 2-й восточноанглийский полк (личный герцогини Глостерской королевский линкольнширский и нортгемптонширский). 1 сентября 1964 тот же полк вошёл в состав Королевского английского полка. В настоящее время существует музей Нортгемптонширского полка в Абингтон-Парке. Штаб-квартирой полка служили казармы Симпсон в Вуттоне, также у них был склад боеприпасов на Ярдли-Чейз.

## Униформа и символика
Кокарды полка для мундира и головного убора отличались: на кокарде с головного убора был изображён герб Гибралтара. Ниже герба изображена подпись GIBRALTAR, что символизировало участие 58-го пехотного полка в большой осаде Гибралтара в 1779—1783, а выше герба — надпись TALAVERA, что символизировало участие 48-го пехотного полка в войне с Наполеоном в Испании в 1809 году.
Кокарда на мундирах представляла собой красный крест Святого Георга в белом круге с синей каймой и золотой надписью на кайме NORTHAMPTON с короной наверху. По бокам от кольца изображались лавровые венки, а внизу была подкова, символизировавшая графство Ратленд. Пуговицы на мундирах полка также были уникальными: на них изображался замок и ключ (как на гербе Гибралтара) с короной наверху, у офицеров над короной на пуговицах была надпись TALAVERA.
Цветами 48-го и 58-го полков были бежевый и чёрный, а в 1881 году к ним добавились белые вставки. Ремни состояли из трёх равновеликих полос чёрного, бежевого и небесно-голубого цветов, а в 1927 году из цветов полка остался только бежевый. Мундиры в основном были красного цвета с синими вставками, хотя в 1930-е годы воротники стали выпускаться бежевого цвета (в честь 48-го полка), а жилеты — чёрного цвета (в честь 58-го полка). В 1937 году в униформу добавился чёрный ланъярд, который ныне носят солдаты 2-го батальона Королевского английского полка.

## Командиры полка
Командиры полка с 1881 по 1960 годы:
- 1881—1897 (1-й батальон): генерал Уильям Ансон Макклеверти[англ.] (48-й полк)
- 1881—1892 (2-й батальон): генерал сэр Артур Джонстоун Лоуренс (англ. Arthur Johnstone Lawrence) (58-й полк)
- 1897—1910: генерал-майор Роберт Чилдрен Уайтхед (англ. Robert Children Whitehead)
- 1910—1925: генерал-майор Джордж Фитцхерберт Браун (англ. George Fitzherbert Browne)
- 1925—1931: генерал сэр Хейвлок Хадсон[англ.]
- 1931—1943: генерал сэр Гарри Хью Сидней Нокс[англ.]
- 1943—1953: генерал-майор Гай Сент-Джордж Робинсон (англ. Guy St. George Robinson)
- 1953—1956: бригадир Уилфрид Джон Джервуа (англ. Wilfrid John Jervois)
- 1956—1960: бригадир Джон Лингем (англ. John Lingham)